# Melese sordida
Melese sordida är en fjärilsart som beskrevs av Rothschild 1909. Melese sordida ingår i släktet Melese och familjen björnspinnare. Inga underarter finns listade i Catalogue of Life.